# К-140
К-140 — советский ракетный подводный крейсер стратегического назначения, второй корабль проекта 667А «Навага», единственный корабль модернизированный по проекту 667АМ «Навага-М».

## История строительства
Зачисление подводной лодки К-140 проекта 667А «Навага» в списки кораблей ВМФ произошло 21 января 1965 года. 19 сентября того же года корабль был заложен на стапеле цеха № 50 на «Севмашпредприятии». 23 августа 1967 года состоялся вывод из цеха и спуск на воду. 30 декабря 1967 года лодка вступила в строй и 11 января 1968 года была зачислена в состав 31-й дивизии 12-й эскадры подводных лодок Северного флота с базированием на Сайда-губу.

## История службы

### 1960-е годы

#### Авария ГЭУ
27 августа 1968 года, когда К-140 находилась в Северодвинске, после модернизационных работ произошёл несанкционированный выход ядерного реактора на мощность. Реактор левого борта, вследствие самопроизвольного поднятия компенсирующей решетки на верхние концевики, вышел на мощность превосходящую номинальную в 18 раз. Давление и температура в реакторе превысили номинальные параметры в 4 раза. При этом контролирующие приборы пульта управления реакторами были отключены и дежурная служба не обнаружила признаков ЧП. Причиной самопроизвольного пуска ядерного реактора явился неправильный монтаж сети питания компенсирующих решеток и ошибки обслуживающего персонала. В результате аварии активная зона и реактор были выведены из строя и заменены. Радиационная обстановка в реакторном отсеке резко ухудшилась, однако разгерметизации первого контура не произошло. Официальных данных об уровнях загрязнения подводной лодки, окружающей среды и уровнях облучения личного состава нет. Погибших среди личного персонала не было.

#### Рекордная стрельба
20 декабря 1968 года с К-140 была произведена залповая стрельба баллистическими ракетами. Впервые в мире был выполнен залп из 8 ракет.
6-я ракета отклонилась от курса и на 50 метров отклонилась от цели, стрельба была на 3500 км по полигону под Норильском.

### 1970-е годы
14 ноября 1971 года крейсер К-140 прибыл на предприятие «Звёздочка» в Северодвинске для прохождения капитального ремонта в связи с выходом из строя реактора левого борта. Ремонт реактора был осуществлён путём его замены. Аварийный реактор был в 1972 году затоплен в Карском море.
4 ноября 1972 года на «Звёздочке» начато переоборудование корабля по проекту 667АМ «Навага-М». В ходе работ произведена замена ракетного комплекса Д-5 с жидкотопливными ракетами Р-27 на разработанный в КБ «Арсенал» комплекс Д-11 с первыми советскими твердотопливными баллистическими ракетами морского базирования Р-31. В связи с возросшими габаритами ракет количество ракетных шахт сократилось с 16 до 12, увеличилась высота «горба» надстройки.
4 сентября 1976 года К-140 вышел на сдаточные испытания. На борту кроме сдаточной команды находилось большое количество разработчиков и конструкторов различных систем корабля во главе с заместителем главного конструктора Е. А. Горигледжаном. Всего на лодке находилось более 400 человек при штатной численности экипажа около 120. Испытания завершились 8 октября, после чего до декабря продолжались доработки систем и подготовка к запуску ракет. 21 декабря в Кандалакшском заливе (Белое море) состоялся первый в СССР подводный запуск твердотопливной ракеты с сухим стартом. Пуск был осуществлён с глубины 50 метров на скорости 5 узлов.
В 1977 году было произведено 6 пусков ракет, из них успешно осуществлён только один. С июня 1977 года по февраль 1978 года производились доработки проекта. Корабль перебазировался в бухту Ягельная. В течение 1978 года произведено 7 пусков ракет, большинство завершились успешно. Летом 1979 года на «Звёздочке» проходили работы по устранению замечаний, и в сентябре 1979 года К-140 успешно прошёл государственные испытания, в том числе осуществив пуск двух ракет на полную дальность от оконечности Новой Земли по полигону Кура на Камчатке.

### 1980-е годы
Всего в период с 1980 года по 1988 год К-140 с первым экипажем совершила 8 дальних автономных походов, выполнила 5 ракетных стрельб, дважды награждалась призом по ракетной подготовке Главкома ВМФ.
С 14 сентября по 2 декабря 1980 года — первая боевая служба в Атлантике. С 2 апреля по 17 июня 1981 года — вторая боевая служба в Атлантике.
22 октября 1984 года в Мотовском заливе следовавшая в надводном положении К-140 в условиях плохой видимости столкнулась с К-373. Обе лодки получили повреждения лёгкого корпуса.
В декабре 1984 года К-140 направилась в Атлантику для несения очередной, предположительно пятой, боевой службы. Так как допуск к командованию кораблём этого проекта имел на тот момент только капитан 1-го ранга А. Н. Козлов, то он командовал кораблём и в этом походе. Для командира это была уже третья в течение года боевая служба, вместо неё он планировал отправиться в отпуск и уже имел приказ о переводе в Москву. Через неделю после выхода с базы у А. Н. Козлова произошёл инфаркт миокарда, однако Козлов принял решение продолжить боевую службу. Командира заменили молодой капитан 2-го ранга А. Г. Лашин и старший помощник, капитан 3-го ранга С. Н. Егоров. К январю состояние командира улучшилось настолько, что он сам стал нести ходовую вахту. В феврале 1985 года К-140 вернулась на базу. Шифровка об инфаркте командира была дана за двое суток до планируемого возвращения, в связи с этим сообщением лодке разрешили вернуться на сутки раньше. За успешное проведение боевой службы командир корабля был представлен к ордену Красной Звезды, а начальник медицинской службы — к медали «За боевые заслуги».
В 1989 году был расформирован 2-й экипаж корабля.

### Вывод из эксплуатации
19 апреля 1990 года К-140 был исключён из состава ВМФ.
C 17 сентября по 30 ноября 1990 года К-140 выполнила 4 выхода в море для утилизации 16 ракет Р-31 путём отстрела. 10 ракет были выпущены успешно, 6 ракет по различным причинам были утилизированы на берегу. После отстрела ракет К-140 была поставлена на прикол в Северодвинске. Первый экипаж корабля был расформирован только в 1997 году.
В 1997—1998 годах, после вырезки реакторных отсеков, ракетный крейсер К-140 был разделан на металл. Некоторые реликвии с него ныне хранятся в музее АО "ЦС «Звёздочка».

## Командиры корабля
1. А. П. Матвеев
2. Ю. Ф. Бекетов
3. С. В. Прудников
4. А. П. Головкин
5. Ю. Н. Макаров
6. А. Н. Козлов
7. О. А. Трегубов
8. А. В. Пекур
9. Б. В. Суднишников